# Милан Веруовић
Милан Веруовић (Београд, 11. април 1971) је некадашњи припадник обезбеђења Зорана Ђинђића, који је рањен приликом атентата 12. марта 2003. испред зграде Владе Републике Србије.
Веруовић је у сарадњи с новинаром Николом Врзићем написао књигу Трећи метак: политичка позадина убиства Зорана Ђинђића у којој пориче званичну верзију атентата на Ђинђића, а која је касније оповргнута и проглашена теоријом завере од балистичара Министарства унутрашњих послова. Уместо верзије да је било три метка, балистичари МУП-а (уз изјаве више од 26 сведока) јесу објаснили да је приликом атентата било три звука који су прозивели куршуми, јер је један од два метка прошао кроз Веруовића и рикошетирао о Ђинђићеву штаку, тако да је Веруовић заиста чуо три одјека, али је само два метка било.
Отац је музичара Војажа.

## Биографија
Рођен је 11. априла 1971. године у Београду, као млађи син. Према сопственом признању, прво запослење му је било у фирми привредника Милије Бабовића, где га је довео друг из детињства Милорад Улемек.
Учествовао је на демонстрацијама 9. марта 1991. године на београдском Тргу републике. Касније је постао члан Демократске странке, а потом и припадник личног обезбеђења њеног председника Зорана Ђинђића.
Налазио се у аутомобилу са Ђинђићем, приликом инцидента на ауто-путу 21. фебруара 2003. године код Београдске арене (Хале Лимес), који је протумачен као покушај атентата.

### Атентат на Зорана Ђинђића
Ујутру 12. марта 2003. године, Зоран Ђинђић није требало да иде на посао, већ је услед повреде ноге радио од куће. Међутим, његовим пратиоцима је јављено да ће ипак ићи у зграду Владе, на седницу Савета за борбу против корупције. У аутомобилу са Ђинђићем, налазили су се Веруовић и возач Александар Бјелић, који су касније сведочили да са њима није разговарао у аутомобилу, што није било уобичајено. Приликом доласка у двориште зграде Владе, Ђинђић је најпре погођен снајперским метком, затим и Веруовић. Одвезени су у Ургентни центар, где је констатована Ђинђићева смрт, а Веруовићу пружена лекарска помоћ.
У истражном поступку 24. марта, Звездан Јовановић је изјавио:
Зауставља се Ђинђићев ауто а момак из обезбеђења износи штаке. Не могу да пуцам од тог момка. (...) Пуцам једном, хоћу да потврдим погодак, пуцам други пут. Не знам како је повређен тај момак. Први погодак је сигуран. Није ми била намера да погодим тог момка, могуће да је ушао у путању другог метка.— Звездан Јовановић, 24. март 2003.

### Трећи метак
Септембра 2014. године, објавио је књигу "Трећи метак: политичка позадина убиства Зорана Ђинђића", у коауторству са Николом Врзићем, тадашњим новинаром НИН-а. У књизи се оспорава званична верзија атентата и наводи се постојање још једног атентатора, који је пуцао и испалио трећи метак истовремено са Јовановићем.
Балистичари МУП-а су објаснили зашто се чуо трећи пуцањ и оповргнули Веруовићеву причу. Наиме, први куршум (први звук) који је испаљен, прострелио је Ђинђића и завршио је у штакама које је премијер Србије тада носио. Ударац у штаке је био други звук. Трећи звук је испаљивање другог метка који је завршио у Веруовићевом телу, прострелио га је, али је рикошетирао и није завршио близу њих те није било четвртог звука. Само сведоци (њих пет-шест) који су били близу Ђинђића и Веруовића приликом атентата су чули три пуцња, сви остали сведоци (а било их је 26, који су се налазили у тренутку убиства на различитим позицијама) су чули два пуцња, укључујући и становнике зграде у којој је Звездан Јовановић био приликом пуцања.

### Каснија каријера
Након атентата, Веруовић је седам година био припадник обезбеђења министра спољних послова Вука Јеремића.

### Приватни живот
Са супругом Жаном, има синове Василија и Михајла, познатог српског репера са уметничким именом Војаж.